# Eugène Christophe
Eugène Christophe (Paris, 22 de janeiro de 1885 – Paris, 1 de fevereiro de 1970) foi um ciclista profissional da França, que esteve ativo entre 1904 e 1926.

## Participações no Tour de France

Eugène Christophe repara sua bicicleta no Tour de France 1913.

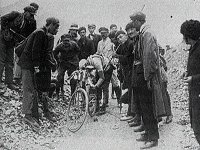
Eugène Christophe no "Mont Valérien".

- Tour de France 1906 : 9º colocado na classificação geral
- Tour de France 1909 : 9º colocado na classificação geral
- Tour de France 1911 : abandonou
- Tour de France 1912 : 2º colocado na classificação geral
- Tour de France 1913 : 7º colocado na classificação geral
- Tour de France 1914 : 11º colocado na classificação geral
- Tour de France 1919 : 3º colocado na classificação geral
- Tour de France 1920 : abandonou
- Tour de France 1921 : abandonou
- Tour de France 1922 : 8º colocado na classificação geral
- Tour de France 1925 : 18º colocado na classificação geral